# 新潟県立十日町病院
新潟県立十日町病院（にいがたけんりつとおかまちびょういん）は、新潟県十日町市高田町に所在する都道府県立病院である。新潟県災害拠点病院（地域災害拠点病院）等に指定されている。

## 診療科
（標榜診療科）
- 内科
- 脳神経内科
- 外科
- 消化器外科
- 整形外科
- 脳神経外科
- 小児科
- 皮膚科
- 泌尿器科
- 産婦人科
- 眼科
- 耳鼻咽喉科
- リハビリテーション科
- 放射線科
- 歯科口腔外科
- 麻酔科

## 医療機関の指定・認定
（下表の出典）
| 保険医療機関 | 原子爆弾被害者一般疾病医療機関           |
| 高齢者の医療の確保に関する法律（昭和57年法律第80号）第7条第1項に規定する医療保険各法及び同法に基づく療養等の給付の対象とならない医療並びに公費負担医療を行わない医療機関 | 公害医療機関                             |
| 労災保険指定医療機関 | 母体保護法指定医の配置されている医療機関 |
| 指定自立支援医療機関（精神通院医療） | 災害拠点病院（地域）                     |
| 身体障害者福祉法指定医の配置されている医療機関 | へき地医療拠点病院                       |
| 生活保護法指定医療機関 | 臨床研修病院                             |
| 指定養育医療機関 | 特定疾患治療研究事業委託医療機関         |
| 指定療育機関 | DPC対象病院                              |
| 指定小児慢性特定疾病医療機関 |                                          |

- 公益財団法人日本医療機能評価機構認定病院[3]
- このほか、各種法令による指定・認定病院であるとともに、各学会の認定施設でもある。

## 交通アクセス
- JR飯山線・北越急行ほくほく線「十日町駅」より徒歩約10分[4]